# Mona Løseth
Mona Løseth (ur. 11 kwietnia 1991 r. w Ålesund) – norweska narciarka alpejska, trzykrotna medalistka mistrzostw świata juniorów.

## Kariera
Po raz pierwszy na arenie międzynarodowej Mona Løseth zaprezentowała się 16 listopada 2006 roku podczas zawodów FIS Race w fińskim Pyhätunturi. Zajęła wtedy szóste miejsce w slalomie gigancie. W 2007 roku wystartowała na mistrzostwach świata juniorów w Altenmarkt, gdzie jej najlepszym wynikiem było 46. miejsce w supergigancie. Największe sukcesy w tej kategorii wiekowej odniosła podczas mistrzostw juniorów w Mont Blanc. Była tam najlepsza w gigancie i kombinacji, slalom ukończyła na drugiej w pozycji.
W Pucharze Świata zadebiutowała 4 stycznia 2009 roku w chorwackim Zagrzebiu, gdzie nie zakwalifikowała się do drugiego przejazdu w slalomie. Pierwsze pucharowe punkty zdobyła już niecały miesiąc później, 30 stycznia 2009 roku w niemieckim Garmisch-Partenkirchen, zajmując 22. pozycję w slalomie. Jak dotąd nie stała na podium zawodów Pucharu Świata.
W 2009 roku wzięła udział w slalomie na mistrzostwach świata w Val d’Isère, jednak nie ukończyła rywalizacji. Rok później wystąpiła na igrzyskach olimpijskich w Vancouver, gdzie była między innymi trzynasta w kombinacji.
Jej siostry Lene i Nina również uprawiają narciarstwo alpejskie.

## Osiągnięcia

### Igrzyska olimpijskie
| Miejsce | Dzień     | Rok  | Miejscowość     | Konkurencja     | Czas biegu  | Strata  | Zwyciężczyni        |
| ------- | --------- | ---- | --------------- | --------------- | ----------- | ------- | ------------------- |
| 13.     | 18 lutego | 2010 | Vancouver       | Superkombinacja | 2:09.14 min | +3.54 s | Maria Riesch        |
| 21.     | 20 lutego | 2010 | Vancouver       | Supergigant     | 1:20.14 min | +3.83 s | Andrea Fischbacher  |
| DNF1    | 25 lutego | 2010 | Vancouver       | Gigant          | 2:27.11 min | -       | Viktoria Rebensburg |
| DNF2    | 26 lutego | 2010 | Vancouver       | Slalom          | 1:42.89 min | -       | Maria Riesch        |
| 27.     | 18 lutego | 2014 | Krasnaja Polana | Gigant          | 2:36.87 min | +5.25 s | Tina Maze           |
| 16.     | 21 lutego | 2014 | Krasnaja Polana | Slalom          | 1:44.54 min | +4.90 s | Mikaela Shiffrin    |

### Mistrzostwa świata
| Miejsce | Dzień     | Rok  | Miejscowość | Konkurencja | Czas biegu  | Strata | Zwyciężczyni |
| ------- | --------- | ---- | ----------- | ----------- | ----------- | ------ | ------------ |
| DNF1    | 14 lutego | 2009 | Val d’Isère | Slalom      | 1:51.80 min | -      | Maria Riesch |

### Mistrzostwa świata juniorów
| Miejsce | Dzień       | Rok  | Miejscowość       | Konkurencja | Czas biegu  | Strata   | Zwyciężczyni        |
| ------- | ----------- | ---- | ----------------- | ----------- | ----------- | -------- | ------------------- |
| 46.     | 8 marca     | 2007 | Altenmarkt        | Gigant      | 2:14.90 min | +10.32 s | Nicole Schmidhofer  |
| DNF1    | 11 marca    | 2007 | Altenmarkt        | Salom       | 1:19.34 min | -        | Ilka Štuhec         |
| 62.     | 23 lutego   | 2008 | Formigal          | Supergigant | 1:40.19 min | +9.02 s  | Viktoria Rebensburg |
| 22.     | 28 lutego   | 2008 | Formigal          | Slalom      | 1:33.85 min | +3.53 s  | Bernadette Schild   |
| 37.     | 29 lutego   | 2008 | Formigal          | Gigant      | 1:42.50 min | +6.27 s  | Anna Fenninger      |
| 4.      | 1 marca     | 2009 | Ga-Pa             | Slalom      | 1:42.07 min | +0.96 s  | Denise Feierabend   |
| 4.      | 2 marca     | 2009 | Ga-Pa             | Gigant      | 2:45.81 min | +1.56 s  | Viktoria Rebensburg |
| 26.     | 4 marca     | 2009 | Ga-Pa             | Supergigant | 1:19.80 min | +3.76 s  | Viktoria Rebensburg |
| 9.      | 31 stycznia | 2010 | Region Mont Blanc | Supergigant | 1:32.21 min | +0.95 s  | Marine Gauthier     |
| 2.      | 1 lutego    | 2010 | Region Mont Blanc | Slalom      | 1:34.47 min | +1.57 s  | Christina Geiger    |
| 15.     | 4 lutego    | 2010 | Region Mont Blanc | Zjazd       | 1:20.89 min | +1.77 s  | Jéromine Géroudet   |
| 1.      | 5 lutego    | 2010 | Region Mont Blanc | Gigant      | 1:38.34 min | -        | -                   |
| 1.      | 5 lutego    | 2010 | Region Mont Blanc | Kombinacja  | 38.85 pkt   | -        | -                   |
| DNF1    | 2 lutego    | 2011 | Crans-Montana     | Gigant      | 2:28.27 min | -        | Sara Hector         |
| DN2     | 3 lutego    | 2011 | Crans-Montana     | Slalom      | 1:40.32 min | -        | Jessica Depauli     |
| 16.     | 5 lutego    | 2011 | Crans-Montana     | Supergigant | 1:28.23 min | +1.78 s  | Elena Curtoni       |

### Puchar Świata

#### Miejsca w klasyfikacji generalnej
- sezon 2008/2009: 114.
- sezon 2009/2010: 75.

#### Miejsca na podium w zawodach
Jak dotąd Løseth nie stała na podium zawodów Pucharu Świata.